# Pugni di rabbia
Pugni di rabbia è un film del 1991 diretto da Claudio Risi.

## Trama
Danilo Ferranti è un pugile alle prime armi che vive e raggiunge il sogno di sfondare nel mondo della boxe. Nel frattempo svolge l'attività dell'idraulico e si innamora di Tresir, una ragazza maliana, giunta nel suo paese in compagnia dell'abile pugile e amico Comer. Danilo vive in una casa di periferia in compagnia della madre, della nonna e della sorella Lia. Dopo tante avventura amorose vissute con Tresir, la ragazza, che vive il dramma della tossicodipendenza, muore per overdose, mentre Danilo raggiunge il suo sogno, vincendo la medaglia di campione regionale della categoria pesi medi.